# Ctenus malvernensis
Ctenus malvernensis là một loài nhện trong họ Ctenidae.
Loài này thuộc chi Ctenus. Ctenus malvernensis được Alexander Petrunkevitch miêu tả năm 1910.